# 李轶睿
李轶睿（英語：Daniel Lightwing，1988年—），英国约克人，曾获国际数学奧林匹克竞赛银牌，毕业于剑桥三一学院，BBC电影《X+Y》及相关纪录片《美麗青年心靈》主人公原型，罹患阿斯伯格综合征。伦敦谷歌前员工，后从事机器学习、自动化交易、博彩创业等领域。三国迷，对各种历史地理感兴趣。喜欢参与中西方文化互动。知乎大V。

## 生平
李轶睿从小被誉为“数学神童”，于16岁时被剑桥三一学院提前录取。2006年，丹尼尔代表英国队参加国际数学奥林匹克竞赛（IMO）并获得银牌，这段经历被拍摄成BBC纪录片《美麗青年心靈》（Beautiful Young Minds）。2014年，该纪录片被改编成电影《数造天才》。
李轶睿曾在伦敦谷歌做地图街景后端工作。于2013年接触博彩行业，运用高频交易的方式在各大体育博彩交易所套利。现为伦敦互联网博彩交易Castella Research联合创始人。其交易量占赛马和赛狗市场的10%，总交易量达20多亿英镑
2016年，李轶睿开始在知乎上写文章；一年内获得了近30万关注者。文章话题涵盖历史、欧洲文化、数学、编程等领域。作为三国迷，丹尼尔足迹遍布中国各省200多个城市，一路追寻三国古战场、古栈道、古墓等遗址。
2017年夏，李轶睿移居中国上海，即将在该地投资和创建新公司。
2018年，李轶睿参加了最强大脑第五季。